# 亚历山大·尼古拉耶维奇·特卡乔夫 (1960年)
亚历山大·尼古拉耶维奇·特卡乔夫（羅馬化：Aleksandr Nikolayevich Tkachyov；1960年12月23日—）是农业企业集团Tkachev Agrocomplex的创办人。他也是俄罗斯政治人物，于2015年4月至2018年5月在德米特里·梅德韦杰夫内阁中担任农业部长。他也曾于2001年至2015年担任克拉斯诺达尔边疆区行政长官。